# Kichizan Minchō

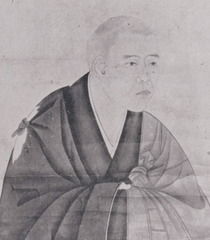
Selbstporträt

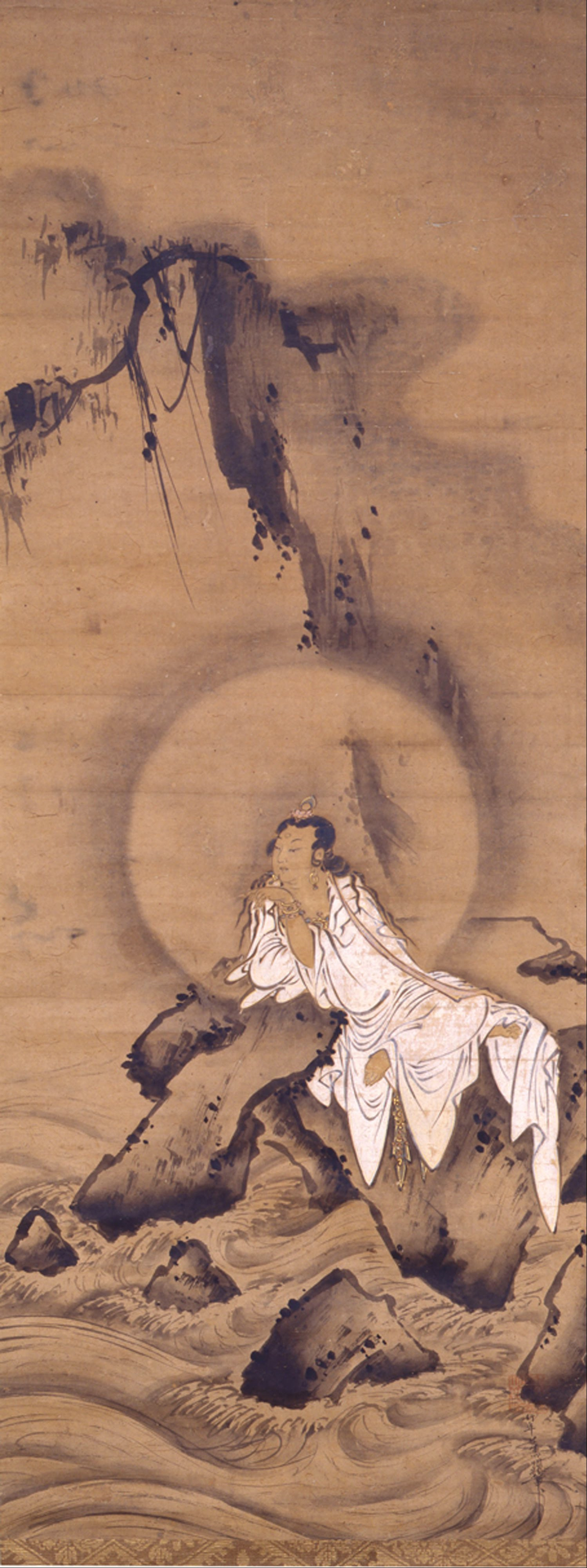
Kannon im weißen Gewand

Kichizan Minchō (japanisch 吉山 明兆; geb. 1352 auf Awaji-shima; gest. 26. September 1431 in Kyoto) war ein japanischer Maler-Mönch der Ashikaga-Zeit.

## Leben und Werk
Kichizan Minchō trat in den Tōfuku-ji in Kyōto ein, um sich dem Zen zuzuwenden. Er studierte unter dem Zenmeister Daidō Ichii (大道 一以; 1292–1370), dem damaligen Oberhaupt des Tempels. Minchō wurde dem Aufseher (Densu) über die Tempelhalle zugeordnet, so dass man ihn Chō Densu (兆 殿主) nannte. Das Siegel, mit dem er seine Werke signierte, liest sich als „Siegel der zerbrochenen Strohsandaleb“ (破草鞋, Hasōai). Es deutet darauf hin, dass Minchō seine Pflichten innerhalb der Zen-Praxis vernachlässigte und deswegen von seinem Lehrer ausgeschlossen wurde.
Im Jahr 1385 malte Minchō einen Satz von 50 Paneelen, die die 500 Rakan des frühen Buddhismus repräsentierten. Nicht nur die Ausführung in Farbe ist noch vorhanden und zu sehen, auch die meisten der groben Schwarzweiß-Vorzeichnungen sind noch erhalten. – Da der Kenchō-ji in Kamakura Bilder der 500 Rakan besitzt, die vom chinesischen Maler Yan Hui (顏 輝, spätes 13. Jahrhundert) und anderen Künstlern gemalt wurden, glauben einige Kunsthistoriker, dass Minchō dorthin gereist ist, um sie zu studieren und sie weitgehend als Vorlage für sein eigenes Werk zu verwenden.
1394 malte Minchō ein Porträt des Daidō Ichii, das sich heute im Nationalmuseum Nara befindet. 1408 gestaltete er die Bildrolle „[Buddhas] Eintritt in das Nirwana“ (涅槃図) im Besitz des Tōfuku-ji. Aus dem Jahr 1428 stammt das Drachengemälde in der Gesetzeshalle (法堂, Hattō) des Tōfuku-ji. Ebenfalls im Besitz des Tōfuku-ji sind verschiedene Tusch- oder Farbmalereien zu buddhistischen Themen, wie auch Porträts von bedeutenden Mönchen im Zen-Stil, als sogenannte Chinsō (頂相). Dazu gehören das Gemälde „Dreiunddreißig Kannon“ (三十三観音図, Sanjūsan Kannon-zu), das Gemälde des Daruma, die chinesischen Mönche Han-Shan und Shide (拾得), der Unsterbliche Tianguai mit der Kröte, der Zenmeister Enni Ben’en, der Gründer des Tempels. Diese Arbeiten zeigen großflächige Figuren, eine kräftigen Pinselstrich und starken Farbkontrast.
Es heißt weiter, Minchō sei der Maler von Bildrollen von Landschaften und chinesischen Gedichten (詩画軸, Shiga-jiku). Ihm zugeschrieben werden „Kleines Haus im Schatten des Tales“ (渓陰小築図, Keiin shōjiku-zu; Nationalschatz) aus dem Jahr 1413, heute im Besitz des Konchi-in in Kyōto, und die Bildrolle „Grüne Berge und Weiße Wolken“ (青山白雲, Seizan hakuun), die er vor 1420 malte. Man kann also sagen, dass er nicht nur ein Meister von Bildern mit buddhistischen Themen war, sondern auch ein Pionier der Landschaftsmalerei im 15. Jahrhundert.